# Římskokatolická farnost Provodov
Římskokatolická farnost Provodov je územní společenství římských katolíků s farním kostelem Panny Marie Sněžné v děkanátu Vizovice. 

## Historie farnosti
Jde o významné poutní místo olomoucké arcidiecéze. 

## Duchovní správci
Administrátorem excurrendo zde byl k lednu 2017 R. D. Mgr. Lubomír Vaďura. Toho od července téhož roku vystřídal R. D. Mgr. Pavel Martinka.

## Bohoslužby
| Kostel                    | Místo    | Bohoslužba (den)    | Hodina                                                       | Poznámka     |
| ------------------------- | -------- | ------------------- | ------------------------------------------------------------ | ------------ |
| kostel Panny Marie Sněžné | Provodov | neděle středa pátek | 10.15, 14.30 (letní čas) 17.30 (zimní čas)/18.30 (letní čas) | farní kostel |